# Fulrado di Saint Denis
Fulrado di Saint Denis, in francese Fulrad o Fulrade (Austrasia, 710 – Abbazia di Saint-Denis, 16 luglio 784), fu il 14º abate di Saint-Denis.

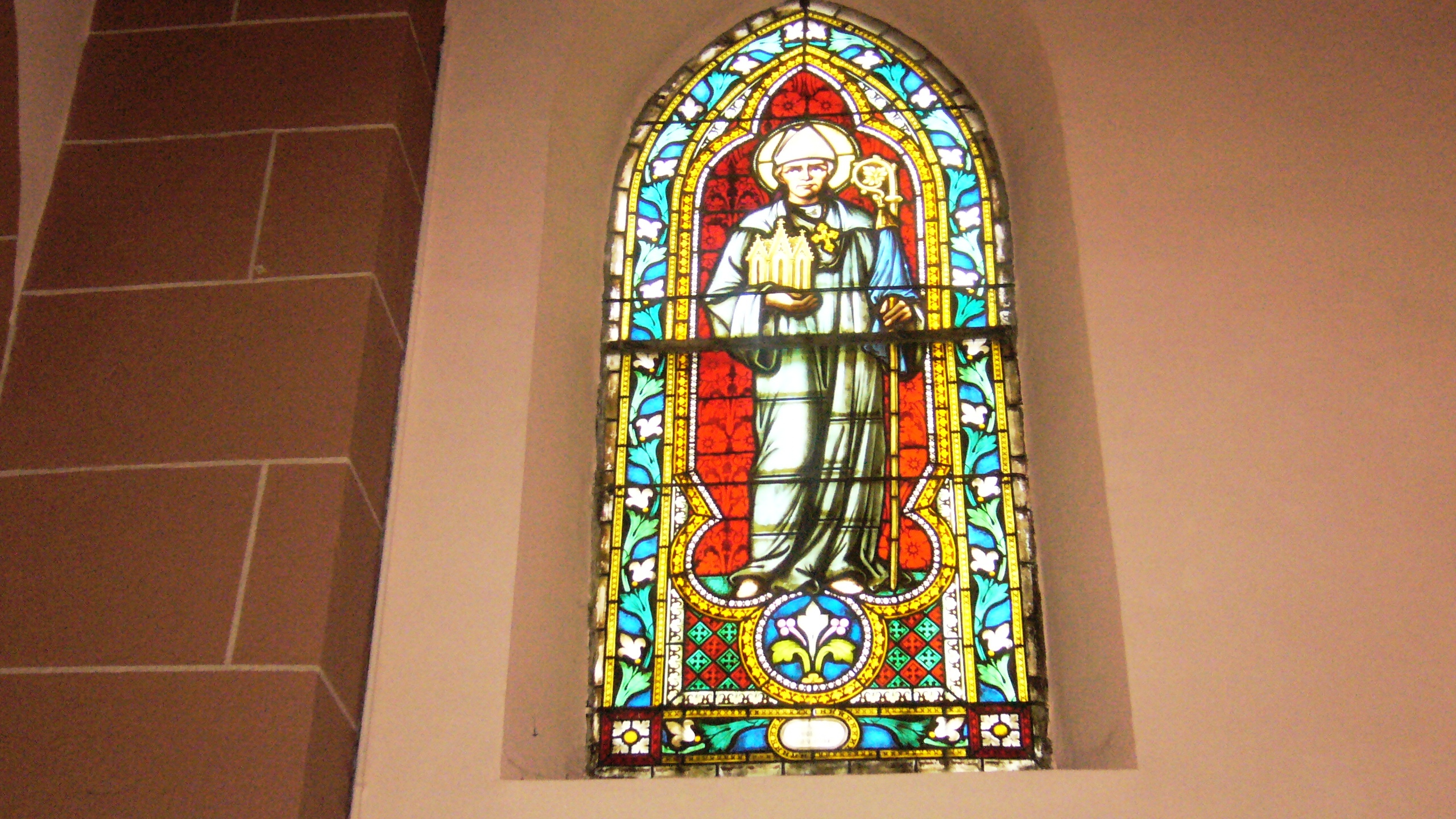
Chiesa di Sant'Ippolito (Alto Reno): vetrata di sinistra rappresentante Fulrado con mitra e croce pastorale.

Fu anche consigliere e arcicappellano dei re carolingi, arciprete dei regni di Austrasia, di Neustria e di Borgogna. Fulrado fu il primo artefice delle fortune immobiliari dell'abbazia di Saint-Denis. Egli ne ottenne l'immunità e importanti privilegi fiscali, ciò che ne assicurò un rapido sviluppo. Fece restituire i beni secolarizzati da Carlo Martello. Infine annetté all'abbazia le sue grandi proprietà in Alsazia, Lorena e Germania, domini che aveva ricevuto sia in dono da Pipino il Breve, Carlomanno I e Carlomagno in cambio dei suoi servizi di ordine diplomatico che dalla propria famiglia. Egli fu coinvolto nelle maggiori attività del regno dei Franchi, fra le quali la sottomissione del regno dei Longobardi e la costituzione dell'impero di Carlo Magno.
Fulrado fu senza dubbio uno dei personaggi più importanti dell'Alto medioevo. Tuttavia egli rimase in ombra, non raccolse gli onori delle citazioni nei testi scolastici o quelli degli storici, preferendo alla gloria un percorso più modesto e interamente dedicato al compimento del proprio ideale e della sua fede. Un lavoro d'insieme, certamente insufficiente, gli fu dedicato all'inizio del XX secolo.
I ricercatori lo dimenticarono poi per cinquant'anni. Negli anni cinquanta e nei decenni successivi, Fulrado trovò grazia presso qualche storico, particolarmente in Germania, ove alcuni storici gli dedicarono i loro lavori. Il suo nome è citato in molti dizionari biografici e storici..

## Biografia

### Origini

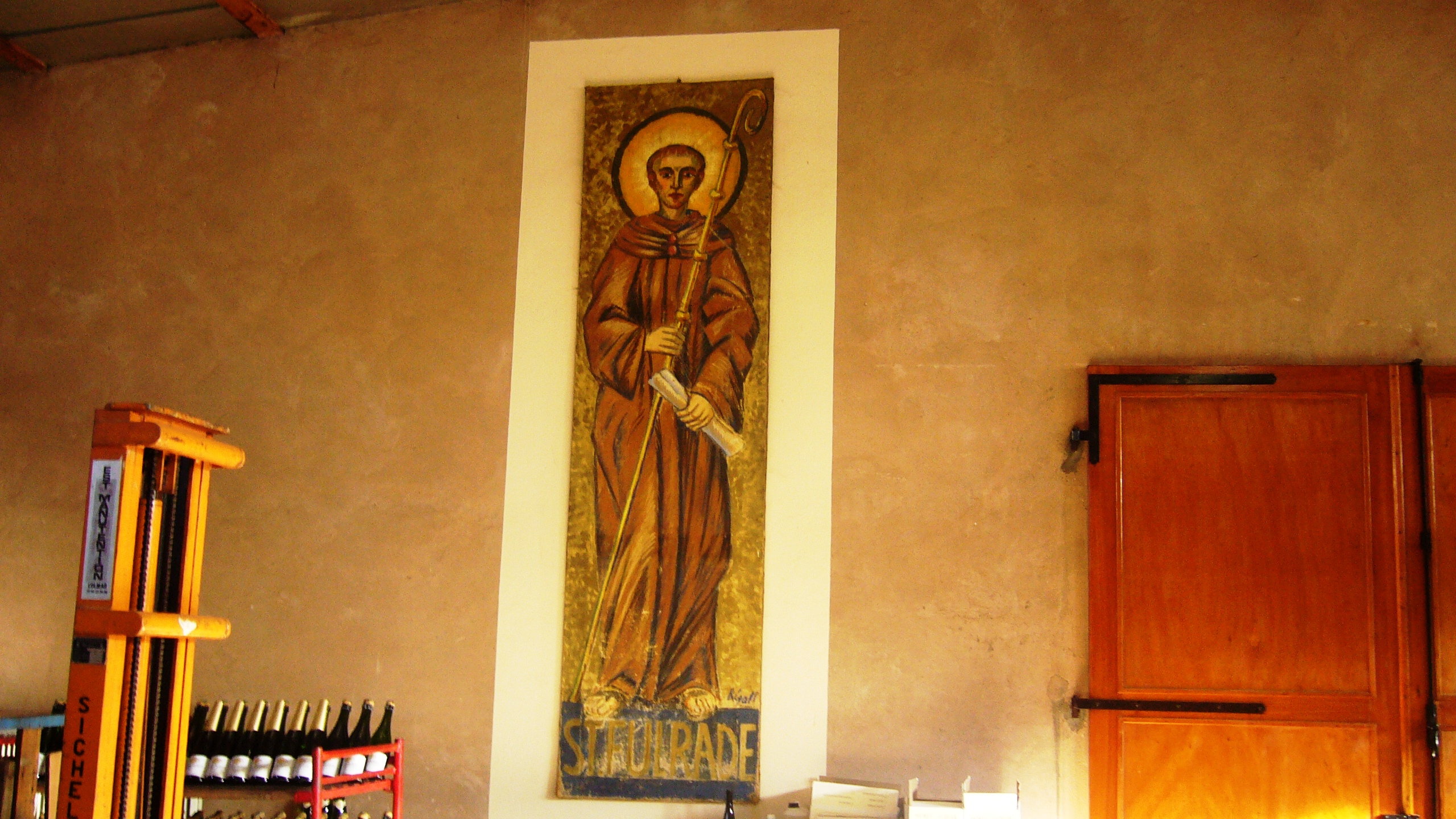
Ritratto dell'abate Fulrado, dipinto da Robert Gall all'inizio del XX secolo nella cantina Huber & Bleger a Sant'Ippolito (Alto Reno)

Originario di una ricca famiglia che apparteneva ai Pipinidi, Fulrado nacque nel 710 nell'Austrasia meridionale (e non in Alsazia come si era creduto a lungo). Egli fu "compatriota" di Pipino il Breve.
Il padre di Fulrado, Ricolfo, conte d'Alsazia, di origine franca ricevette probabilmente da Pipino il Breve grandi proprietà confiscate alla famiglia degli Eticonidi che erano stanziati intorno a Kintzheim-Saint-Hippolyte. L'insieme di queste terre dipendeva dalla signorìa «d'Andaldovillare».
Sua madre Ermengarda, donna molto pia, si prese la cura dell'educazione del figlio. Egli aveva due fratelli, Gosberto e Bonifacio, e una sorella, Waldrada.
I suoi genitori godevano in Alsazia di gran considerazione a causa del loro rango nella dinastia franca. Si parla anche di una parentela con sant'Ottilia, ma ne mancano le prove. Adolescente, fu testimone della miseria e delle guerre che insanguinavano il VII secolo: paesi spogliati e rovinati dai barbari, facili costumi da parte dei membri della Chiesa, sofferente e sottoposta ad angherie. Egli decise di porsi al servizio di quest'ultima, per contribuire alla sua potenza e apportare il suo sostegno a Pipino il Breve per raddrizzare il paese, in preda a liti incessanti.
Pipino diede il giusto colpo di timone, restaurando la tradizione religiosa e rinnovando Chiesa e papato. Egli volle Fulrado come consigliere e lo incaricò delle missioni più delicate, nominandolo Gran elemosiniere, una delle prime cariche di corte, il personaggio più in vista dopo il re.
I suoi negoziati e i servigi che rese allo Stato e alla Chiesa lo collocano quindi fra i personaggi più importanti del suo tempo. Nel 750 fu accompagnato da Burcardo di Würzburg a Roma per incontrare papa Zaccaria, con lo scopo di far approvare l'ascesa al trono franco di Pipino il Breve. In premio per la buona riuscita della sua missione, Pipino il Breve lo nominò abate dell'abbazia di Saint-Denis, grazie anche alle pressioni ricevute da san Bonifacio, l'evangelizzatore della Germania, del quale Fulrado era divenuto grande amico, e questa scelta ebbe anche l'approvazione di papa Zaccaria.
Nel 751 fu nuovamente inviato presso il papa Zaccaria da Pipino il Breve per l'approvazione alla deposizione dal trono di Childerico III. Nel 755 fu lui a restituire al papa, a nome di Pipino il Breve, l'Esarcato di Ravenna e la Pentapoli.

### L'elezione di Fulrado ad abate di Saint-Denis
Fulrado dev'essere stato monaco a Saint-Denis e scelto dai confratelli a governare l'abbazia. Il necrologio d'Argenteuil lo definisce «monaco della nostra congregazione». I monaci dell'abbazia di Saint-Denis avevano il privilegio di scegliere essi stessi l'abate che li doveva guidare. Teodorico IV nel 732 aveva rinnovato le "carte" dei suoi predecessori, che garantivano la libertà di elezione abbaziale. Pipino dovette a sua volta averle confermate nel 768 e Carlomagno a sua volta nel 778. La regola benedettina prescrive del resto che l'abate sia il primo fra i monaci ed eletto da essi.
Per quanto riguarda l'elezione di Fulrado, padre Le Cointe e i bollandisti dopo di lui, credono di doverla datare al 757. Dom Doublet ha pubblicato le prove nella sua storia dell'abbazia: una "carta" concessa il 3 aprile 757 su richiesta dell'abate Constramm, quindi, a quella data, Fulrado non era ancora l'abate di Saint-Denis. L'esistenza di questo documento confermerebbe un'intuizione emergente dal silenzio tenuto da san Bonifacio riguardo al soggetto Fulrado. L'arcivescovo di Magonza, che si preoccupava nelle lettere ai suoi corrispondenti di chiamare abati coloro di cui parlava che possedessero a buon diritto il relativo titolo, chiama Fulrado «… suo collega nel sacerdozio» e non abate. Nel 754 quindi, data della lettera di Bonifacio a Fulrado, questi non doveva evidentemente essere ancora abate di Saint-Denis. Il diploma concesso a Constramm muta, agli occhi dei suddetti autori, questa ipotesi in certezza. Ciò spiegherebbe come mai gli Annali franchi dicano, parlando dell'ambasciata presso papa Zaccaria, Folradus e non Folradus abbas.
Perché la bolla del 23 febbraio 757, che permetteva all'arcicappellano di fondare monasteri in Francia non lo chiama "abate di Saint-Denis" ma solo abate (probabilmente delle abbazie che aveva il permesso di fondare)?
Questi argomenti parvero sufficienti a padre Le Cointe per dichiarare che il nome di Fulrado era stato interpolato in tutti i documenti dell'abbazia Saint-Denis ove compariva prima del 757. Dom Doublet, che si era imbattuto nelle medesime testimonianze contraddittorie di padre Le Cointe, aveva tuttavia ammesso che Fulrado doveva essere stato abate di Saint-Denis nel 750.
Le precedenti difficoltà erano quindi complicate per lui dalla confusione emergente dall'omonimia degli abati di Saint Denis e di San Quintino. Durante il lungo periodo in cui egli si trovò nei testi esaminati il nome Fulrado, egli s'imbatté allo stesso tempo con altri personaggi che portavano il titolo di abate di Saint-Denis: Constramm, Maginario e Fardulfo. Un'ipotesi ingegnosa gli permise di uscire dall'imbarazzo: egli pensò che Fulrado, tenuto lontano dall'abbazia dalle numerose missioni diplomatiche delle quali era incaricato, si fosse fatto sostituire da vice-abati, i cui nomi compaiono nei vari diplomi. La distinzione fra i due Fulrado, senza dissipare completamente i dubbi, dopo che un documento qualifica Maginario come abate di Saint-Denis, vivente ancora la persona di cui ci occupiamo, ha reso quasi inutile la congettura di Doublet. Riguardo poi alla carta che porta il nome del problematico abate Constramm, del resto sconosciuto, essa è evidentemente solo una supposizione (Jean Mabillon l'aveva già stabilito nel XVII secolo).
Si tratta del solo atto che menziona la presenza di Pipino il Breve a Soissons il giorno 3 aprile 757, che porta il riconoscimento di un certo Franco, il quale non figura fra i cancellieri di Pipino, il solo che nomina Constramm. In più questo diploma non presenta un'impostazione veritiera: un incapace falsario dovette improvvisare per risolvere alcuni aspetti controversi relativi all'attribuzione dei figli nati da matrimoni fra i gestori del monastero e persone estranee al suo territorio, ma l'improvvisazione fu piuttosto maldestra.
Risolta questa difficoltà, il silenzio di Bonifacio sul titolo di abate dovuto a Fulrado non basta a bilanciare testimonianze formali delle numerose carte.
Fulrado dunque governava l'abbazia di Saint-Denis il 17 agosto 750, data alla quale per la prima volta, egli compare qualificato con il titolo di abate nei diplomi dell'abbazia stessa. Da quanto tempo? L'11 febbraio 746, o piuttosto l'11 febbraio 747, il suo predecessore Amalberto dirigeva ancora Saint-Denis, come mostra un atto che gli attribuisce la vittoria nella causa contro una certa Christiana. Il giorno del decesso di Amalberto, secondo le indicazioni del suo necrologio di Saint-Denis, fu il 6 giugno 749. È dunque tra gli anni 749 e 750 che deve essere collocata la data dell'elezione ad abate di Fulrado.

### La fortuna immobiliare di Saint-Denis

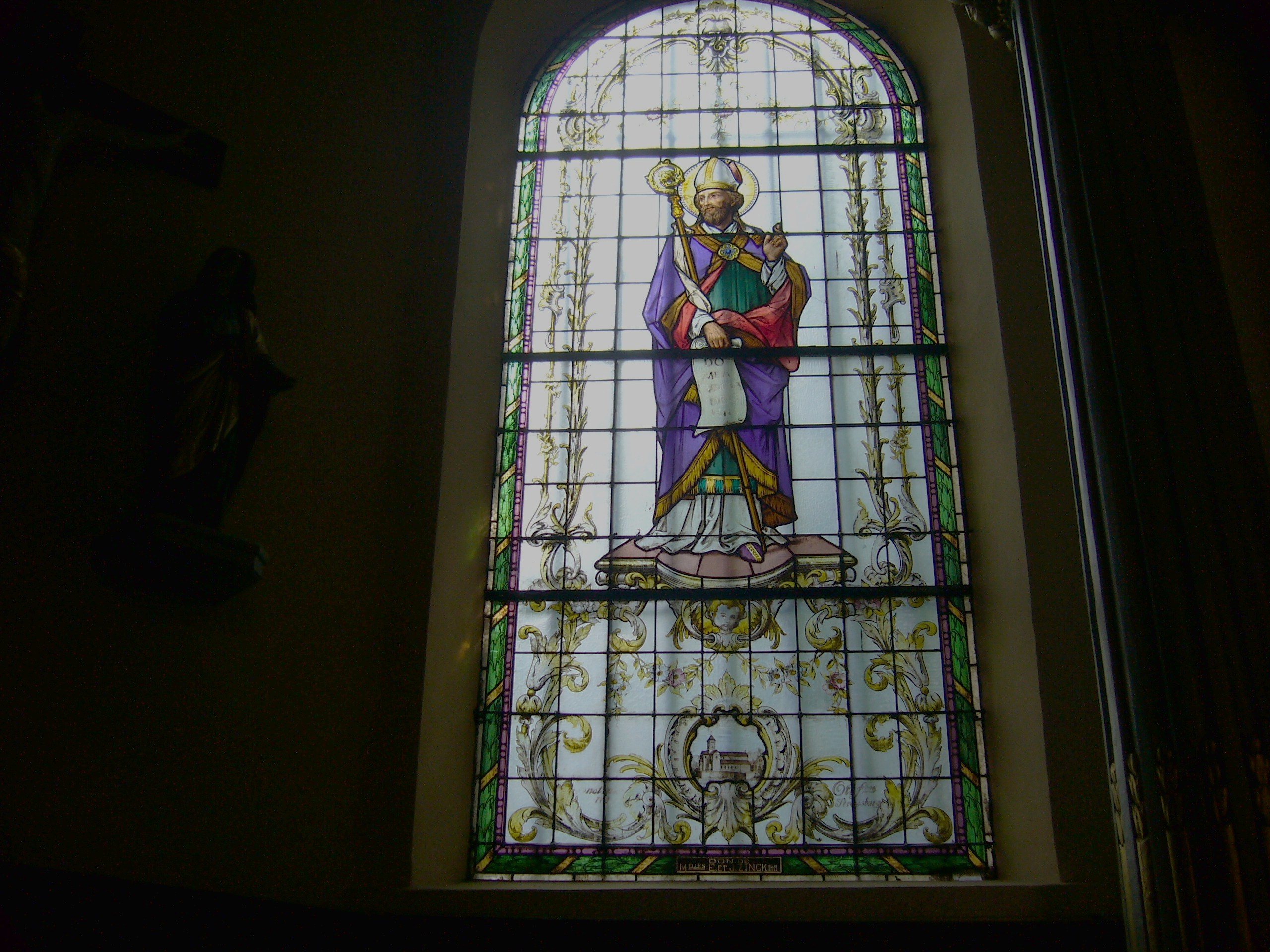
Fulrado- Vetrata realizzata dai fratelli Ott di Strasburgo nel 1911 nella chiesa di Lièpvre, a sinistra dell'altar maggiore

Uno dei primi compiti di Fulrado fu quello di ristabilire l'ordine temporale nell'abbazia di Saint Denis, che aveva perso una cospicua parte dei suoi introiti a causa dell'incuria dei predecessori e delle guerre. Agli temeva che l'abbazia cadesse nell'indigenza e ne informò Pipino, che non era ancora maestro di palazzo a Parigi, ma ne deteneva di fatto il potere. Pipino lo esaudì e nominò subito due commissari, Guichingo e Clodion. Questi visitarono numerose province obbligando coloro che avevano usurpato i beni dell'abbazia a restituirli. Le loro decisioni furono ratificate da Pipino. L'abate Fulrado recuperò così, senza troppa fatica, molte terre e beni, che erano stati sottratti ingiustamente a Saint Denis, causando a quest'ultima gran pregiudizio. Fra i beni sottratti figurava la Cappella della Croce, comprendendo altre dipendenze del feudo di Solesmes.
Non tutti i beni che erano stati sottratti furono recuperati, poiché coloro che se n'erano appropriati, da un lato non si affrettavano nella restituzione e dall'altro tiravano in lungo le trattative.
Il 10 agosto 750 Fulrado si recò da Pipino il Breve, ad Attigny, per lamentarsi dell'abate di Marolles, Hormond, che teneva ingiustamente in suo possesso la Cappella della Croce. L'abate Hormond, da parte sua, sosteneva che la proprietà del bene gli era stata donata da Roberto, un uomo di rispetto, e per giustificare la sua posizione, mostrò alcune lettere del re Clotario. Da parte sua Fulrado esibì i titoli originali dei re Childeberto e Clotario e il giudizio reso da Dagoberto III in favore dell'abate di Saint-Denis, Chillard (710-716).. I giudici incaricati da Pipino di esaminare i documenti esposti dai due contendenti, furono convinti della buona fede di Fulrado e all'abate di Marolles fu ingiunto di restituire a Saint-Denis, senza ulteriori ritardi, i beni contesi.
L'anno successivo, nel nono anno del regno di Childerico III, sorse un'altra controversia che fu portata a conoscenza di Pipino, che stava ad Attigny ove esercitava la giustizia nel mese di giugno. Fulrado ottenne un decreto contro una badessa di nome Ragane, che si era appropriata di un terreno nel Talou, i cui proprietari originari, Chairebaud e sua moglie Ailerte, ne avevano fatto dono all'abbazia di Saint Denis. Questo atto fu uno degli ultimi emesso da Pipino come Maestro di Palazzo, poiché poco dopo egli divenne re al posto di Childerico, che terminerà i suoi giorni due anni dopo nel monastero di Saint-Bertin.
Così un certo Gislemer, che aveva chiesto la restituzione dei beni lasciati in legato dalla madre Joba all'abbazia di Saint Denis, si vide opporre un netto rifiuto, poiché Pipino stabilì che tali beni restassero nella disponibilità dei monaci. Pipino, che stimava molto Fulrado per averlo ben servito e che quindi proteggeva l'abbazia di Saint-Denis dai tentativi di usurpazione, mostrò gran fermezza nei confronti di Gerardo I, conte di Parigi. Questi accampava diritti sulla fiera di Saint-Denis con il pretesto che i religiosi dell'abbazia avevano accordato ai conti di Parigi Soanachildo e Gairefroy, durante il periodo dei torbidi, un prelievo di quattro denari per ogni mercante, sostenendo che non era interesse dello stesso re rinunciare ad un diritto che faceva parte dei propri domini.
Fulrado rispose esibendo i titoli relativi a questa fiera, firmati da Dagoberto e confermati da Clodoveo II e dai suoi successori. Per l'occasione egli presentò un verdetto reso in favore dell'abbazia da parte di Childeberto III contro gli agenti di Grimoaldo I, maestro di palazzo.
Pipino, dopo aver fatto esaminare le carte, emise il suo giudizio in favore dell'abbazia e vietò a tutti i giudici e altre persone di esercitare rappresaglie o di elevare imposte sui mercanti della fiera di Saint-Denis. Il conte di Parigi dovette inchinarsi alla volontà del re e lasciare all'abbazia di Saint Denis ogni diritto sulla fiera e sulle merci che vi venivano trattate.
Poco tempo dopo Fulrado presentò un'altra richiesta riguardo alle terre di Taverny, che erano passate per le mani di numerose persone a titolo precario e i cui frutti erano fortemente ridotti. Queste terre appartenevano all'abbazia di Saint Denis in forza della donazione di un signore di nome Gontaud. Pipino emise anche in questo caso un verdetto favorevole a Fulrado: il relativo decreto fu firmato nel suo palazzo della Verberie nel terzo anno del suo regno, cioè nel 754.
Tutto ciò dimostra il grande credito di cui Fulrado godeva a corte. Pepino il Breve l'aveva anche onorato della dignità di maestro della cappella reale, carica che consisteva nel prendersi cura dei giovani chierici per le funzioni religiose del palazzo; questa carica corrispondeva a quella di Grande Elemosiniere.
I vescovi dovevano risiedere nella loro diocesi, ma sia Pipino che Carlomagno accordarono questa funzione a preti e diaconi. Incmaro riferisce che l'abate Fulrado ebbe questa funzione senza essere vescovo. Fulrado, nella qualità del suo incarico, era tenuto a seguire la corte. Il re, avendolo accanto spesso, lo apprezzava sempre di più e gli affidava delicate funzioni diplomatiche. Fu questo uno dei casi, quando si trattò di sostenere la Chiesa romana contro le velleità dei Longobardi.
Egli fece ricostruire la basilica di Saint Denis sul modello di San Pietro in Roma.

### Confidente di re e papi

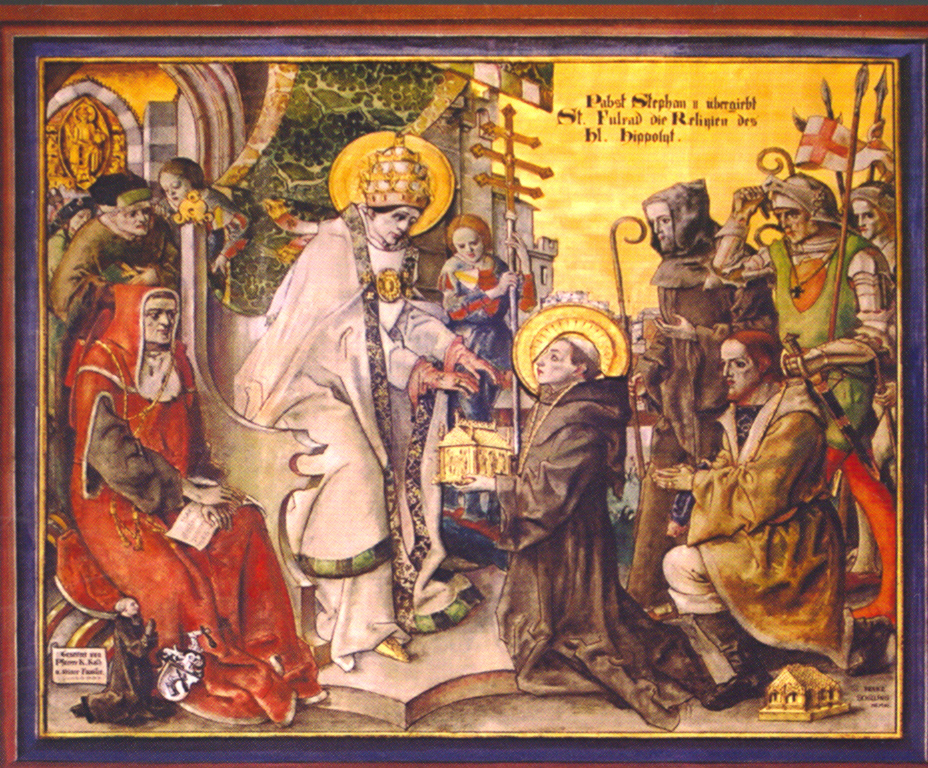
Fulrado riceve in pompa magna da papa Stefano II le reliquie di sant'Ippolito. Affresco nel coro della chiesa di sant'Ippolito (Alto Reno) - Opera del pittore Franz Schilling, 1911).

Fulrado, onorato della fiducia dei re Pipino il Breve, Carlomanno I e Carlomagno e di quella dei papi Stefano II, Adriano I e Paolo I, fu in più riprese incaricato di alte missioni diplomatiche. Il suo nome è strettamente legato agli avvenimenti che condussero alla scomparsa del Regno longobardo e alla fondazione dell'impero di Carlomagno. Egli ritornò spesso in Italia per conto dei re carolingi.
Dalla fine di dicembre 753 o dal gennaio 754 e per tre anni, egli fu impiegato al servizio diretto di papa Stefano II e fu coinvolto in tutti gli avvenimenti dai quali emergerà il potere temporale dei papi. Il 29 luglio 755 Fulrado accompagnò papa Stefano II a Roma dopo la prima spedizione carolingia in Italia. Dopo il suo rientro da questa missione, Pipino il Breve concesse ugualmente il castello di Saint Mihiel nel pagus verdinensis con tutte le sue dipendenze.
Papa Stefano II morì il 26 aprile 757 senza aver potuto terminare il monastero e la chiesa che faceva costruire in Roma per porvi le reliquie di Saint-Denis, che aveva fatto venire dalla Francia. Fu il fratello Paolo (757 - 767) che portò a termine i lavori e fece venire monaci greci.
Vi sono sei bolle papali riconosciute come redatte da Fulrado: quattro sono firmate da papa Stefano II nel 757, due da papa Adriano I, una di data incerta, forse il 774 e una del 781.
Papa Zaccaria, che lo considerava un fedele servitore del papa e della Chiesa, gli riconobbe molti privilegi.
Papa Stefano II parlava di Fulrado in termini molto lusinghieri, definendolo suo caro figliolo, uomo amato da Dio (Deo amabilis), e concesse a lui, e ai suoi successori, il diritto di fondare quanti monasteri volesse, con l'appoggio della Santa Sede. La concessione è contenuta nella bolla del 26 febbraio 757, ove viene concessa a Fulrado l'autorizzazione ad erigere monasteri sulle proprie terre, siano esse state acquistate a appartenute a suoi parenti. Essa esentava parimenti tutti i monasteri da lui fondati in Francia dalla giurisdizione diocesana, sottoponendoli alla sola autorità della Santa Sede.
Oltre quello di poter fondare monasteri a piacimento, il papa concesse all'abbazia di Saint Denis il diritto di eleggere un proprio vescovo e di esercitare le sue prerogative sui semplici preti e i privilegi di cui godeva, dopo 300 anni, la basilica di San Martino di Tours.
La seconda bolla, accordata su richiesta di Pipino il Breve, permetteva a Fulrado di utilizzare certi favori, quali gli abiti che portavano i prelati, o di parare il proprio cavallo con ornamenti di cerimonia.
La terza concessione fatta a Fulrado era la possibilità di portare la dalmatica per sei diaconi al momento in cui lui officiava all'altare. A questi privilegi si aggiunsero quello concesso a Fulrado di consacrare gli altari e il sacro crisma e di interdire a qualunque vescovo o laico di ordinare un vescovo senza il suo consenso e quello di Pipino il Breve.
Fu nel corso di un soggiorno a Roma che Fulrado ricevette le reliquie dei santi Alessandro ed Ippolito. Il primo fu identificato, a torto o ragione, con papa Alessandro, che visse all'inizio del II secolo e che era onorato come martire Il secondo era una delle glorie letterarie della Chiesa antica: antipapa per qualche tempo, morì durante la deportazione a seguito delle persecuzioni di Massimino Trace nel 235.
Non ci è noto tuttavia in quale anno Fulrado abbia ricevuto le reliquie dei due santi.
Fulrado era stato a Roma almeno tre volte sotto il regno di Pipino il Breve: nel 750, nel 754 e nel 756/757, e anche all'epoca di Carlo Magno, fra il 772 e il 778. Nel periodo sotto Carlo Magno Fulrado ricevette anche le reliquie di san Cucufate.
Le reliquie di sant'Alessandro e di san Cucufate furono poste nella chiesa del monastero di Lièpvre e quelle di sant'Ippolito nella chiesa omonima. Ai tempi di Ludovico il Pio, l'abate Ilduino (814 - 840) fece trasferire le reliquie di sant'Ippolito e di san Cucufate nell'abbazia di Saint Denis, lasciandone, pare, solo qualche frammento nelle chiese di dov'erano state prelevate; queste traslazioni avvennero in pompa magna..
Le bolle papali sono state oggetto di critiche storiche molto vivaci, ma Jean Mabillon, che le esaminò a fondo, affermò che esse sono autentiche. Esse dimostrano comunque la grande fiducia che il papa nutriva per Fulrado.
Al suo ritorno in Francia Fulrado sarebbe stato nominato apocrisario, ovvero nunzio apostolico della Santa Sede. Nel 757, alla morte di Stefano II, fu il fratello Paolo I a succedergli: egli chiese a Pipino il Breve di mantenere il suo appoggio a Fulrado. Papa Adriano I, che successe a sua volta a Paolo I, confermò tutti i privilegi accordati nel 757 da Stefano II a Fulrado.

### Uomo di stato e diplomatico
A quell'epoca in Gallia una famiglia di guerrieri e amministratori notevoli fondò una dinastia molto importante che, nell'800, sarebbe diventato il secondo Impero d'Occidente; in Italia si consumò la rovina della dominazione bizantina e si stabilì il potere temporale dei Papi, mentre in tutta Europa si andava propagando la vita monastica.
Fu l'alleanza della famiglia dei pipinidi con il papato che diede ai carolingi il potere in Francia e fu questa stessa alleanza che fece acquisire ai pontefici romani la sovranità temporale nel ducato di Roma e nell'esarcato di Ravenna.
Fu l'abate Fulrado stesso che ebbe l'incarico di prendere possesso di quei territori, che consegnò a Roma. Fu dentro i monasteri fondati e ingranditi da essi, che papi e re trovarono gli strumenti docili e intelligenti nel rendere feconda l'alleanza fra Chiesa ed Impero e Fulrado fu uno di questi strumenti.
Fulrado si vide quindi affidare uno degli incarichi più delicati da Pipino il Breve: la missione a Roma con Burcardo di Würzburg per chiedere a papa Zaccaria chi avrebbe dovuto esercitare il potere in Francia. A questa domanda Zaccaria, appoggiandosi alla teoria agostiniana dell'ordine nel corpo sociale, rispose: «È meglio chiamare re colui che esercita effettivamente il potere regale». È probabile che Zaccaria abbia consegnato agli inviati di Pipino una lettera nella quale si ordinava di nominare re Pipino stesso, ma tale documento non è stato conservato negli archivi del Palazzo..

### La crisi in Italia e l'intervento di Pipino il Breve

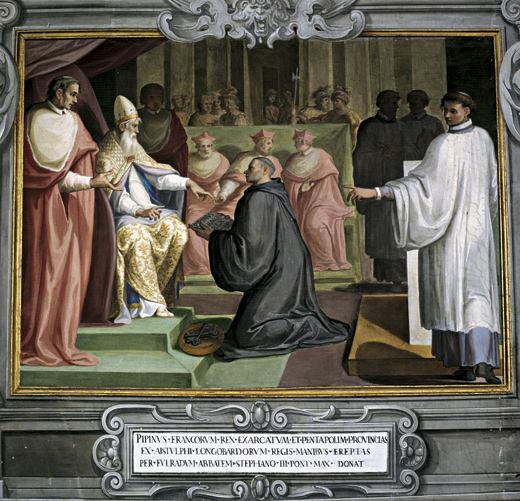
La donazione di Pipino il Breve a papa Stefano II

Erano passati due secoli da quando l'Italia, liberata dagli Ostrogoti (cacciati dai generali bizantini Belisario e Narsete, luogotenenti dell'imperatore Giustiniano), era stata invasa dai Longobardi al comando di Alboino. I Longobardi si erano insediati stabilmente in Italia, ponendo la sede del loro regno a Pavia. I primi successi li invogliarono a nuove conquiste, ma gli imperatori di Costantinopoli posero ostacoli alle loro imprese.
Tuttavia, con l'ascesa al potere dell'imperatore bizantino Leone III l'Isaurico, scoppiò la questione dell'iconoclastia, che mise il papa  contro l'imperatore. Gregorio II (715-731) depose il patriarca di Costantinopoli Germano, sostituendolo con Anastasio. I Longobardi approfittarono di questa rottura per invadere l'esarcato di Ravenna e contemporaneamente dichiarare guerra al papa. Quest'ultimo intanto aveva ottenuto l'approvazione di Carlo Martello nell'opposizione all'iconoclastia, inviandogli un messaggio tramite san Bonifacio allora vescovo di Magonza.
In questa difficile congiuntura, la Francia fu il solo bastione per il papa perseguitato, dopo che papa Gregorio III (731-741) aveva implorato la protezione di Carlo Martello contro le violenze dei re Liutprando e Ildebrando.
Sostituito Ildebrando con Rachis, duca del Friuli (744), fu il fratello Astolfo a continuare la ricerca dello scontro con la Santa Sede. Questa si vide costretta a ricorrere a Pipino il Breve. Papa Stefano II (752-757), successore di papa Zaccaria, vide il pericolo che minacciava l'Italia. Astolfo, già in possesso dell'Esarcato di Ravenna, accampava il diritto di sovranità su Roma e minacciava di saccheggiare la città e i suoi dintorni. Stefano II si recò quindi a fine 753, inizio 754, in Francia presso l'abbazia di Saint-Maurice, ove Pipino, che non poté raggiungerlo, gl'inviò come suo rappresentante l'abate Fulrado con il duca Rutardo.
Essi condussero il papa nella città reale di Ponthion (Champagne-Ardenne), ove fu ricevuto da Pipino il Breve in persona e da tutta la famiglia reale. Di fronte al re poté esporre la situazione in Italia. Egli chiese al re d'intervenire pacificamente per costringere Astolfo a restituire l'esarcato di Ravenna e tutte le sue conquiste al legittimo proprietario: l'imperatore bizantino.
Pipino accettò di appoggiare il papa contro i Longobardi e da quel momento e per tre anni Fulrado fu posto al servizio del papa. In tre riprese gli emissari francesi inviati da Pipino ad Astolfo gli chiesero un accordo pacifico, ma le loro ambascerie non vennero prese in considerazione. Divenne quindi sempre più evidente che solo un intervento armato avrebbe potuto far desistere Astolfo dal suo piano d’invasione.
Pipino riunì il 1º marzo 754 un'assemblea dei suoi più fidi luogotenenti a Braisne-sur-Vesle per esporre loro la situazione. Un'altra riunione ebbe luogo a Kiersy il 14 aprile 754, giorno di Pasqua, nella quale il re chiese ai suoi fedeli di muovere guerra ai longobardi nel loro territorio.

### La spedizione in Italia

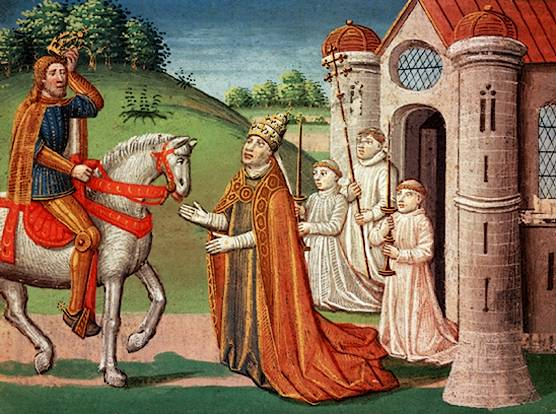
Papa Adriano I riceve a Roma Carlomagno nel 774

Papa Stefano trascorse un periodo di permanenza a Saint Denis, con Fulrado e i suoi monaci, durante il quale si ammalò di un male che lo costrinse a letto, quindi procedette alla consacrazione dei due figli di Pipino, Carlo e Carlomanno, e della regina Berta, esortando quindi i signori di Francia ad essere fedeli a Pipino e ai suoi figli «… che la divina provvidenza ha scelto come sostegno della Chiesa».
Pipino, con il suo esercito, accompagnato da Stefano II e da Fulrado, attraversò le Alpi passando per la Moriana. Al momento del passaggio, papa Stefano e Fulrado fecero ancora un tentativo di negoziare con Astolfo, ma invano. Nella val di Susa l'esercito franco mise in rotta quello longobardo ed Astolfo, rinchiusosi in Pavia, si vide costretto alla trattativa. L'accordo venne siglato in ottobre: Astolfo giurò che rinunciava all'invasione del ducato di Roma, riconosceva il papa come unico erede dell'impero decaduto, s'impegnava a consegnare a lui l'esarcato di Ravenna e a restituire tutte le terre occupate. Pipino rientrò così in Francia, ma il papa, che diffidava di Astolfo nonostante i solenni giuramenti, gli chiese di rimanere in Italia, ottenendone però solo una scorta, comandata da Geronimo, fratello minore di Pipino, la presenza di Fulrado e di qualche altro consigliere.
Da parte sua Astolfo, dopo aver reso Narni al duca di Spoleto, non ritenne più di rendere l'esarcato di Ravenna, riprendendo nei confronti del papa un atteggiamento bellicoso, tanto che questi inviò a Pipino, tramite Fulrado, che doveva rientrare in Francia per partecipare al concilio di Verneuil, una lettera di lamentele.
Fulrado giunse il 29 luglio 755 a Compiègne, ove ricevette da Pipino il priorato di Saint-Mihiel, a ricompensa dei suoi servigi.
La relazione di Fulrado su quanto accadeva in Italia non impressionò più di tanto Pipino, né lo fece un successivo, accorato messaggio del papa. Tuttavia, quando nel 756 i tre ambasciatori Georges, Thomaricus Comita e un bellicoso abate franco chiamato Warncharius, giunsero a corte con le lettere del papa che invocava aiuto, riferendo di essere riusciti ad attraversare le linee di tre armate longobarde che assediavano Roma e ne stavano devastando le campagne circostanti, Pipino decise un secondo intervento armato.
L'armata franca scese così nuovamente in Italia attraverso il colle del Moncenisio, comandata dallo stesso Pipino, accompagnato da Fulrado. Astolfo, andato incontro ai franchi, venne nuovamente sconfitto e costretto per la seconda volta ad asserragliarsi in Pavia. Fu sotto le mura di questa città che Pipino ricevette un'ambasciata da Costantinopoli: due legati bizantini erano venuti in Francia e avevano raggiunto Pipino in Italia per chiedergli, a nome dell'imperatore bizantino, la restituzione dell'esarcato di Ravenna. Pipino si rifiutò, sostenendo che non avrebbe mai tolto al Principe degli Apostoli ciò che lui stesso gli aveva donato. Pavia fu occupata: Astolfo si ritenne fortunato ad aver salva la vita e promise di mantenere fede ai giuramenti fatti, aggiungendo Comacchio alla lista dei territori da cedere.
I Franchi ottennero un terzo del tesoro longobardo di Pavia e il re longobardo s'impegnò a pagare un tributo a Pipino. Il testo dell'accordo di capitolazione fu inviato a Roma insieme ad una piccola armata al comando di Fulrado, che ne garantisse gli adempimenti.
Incaricato dal papa e dal re di prendere possesso delle restituzioni di Astolfo, Fulrado vi si accinse insieme ai delegati del re longobardo: «Egli entrò nelle città della Pentapoli e dell'Emilia per riceverne la sottomissione; in ognuna di esse egli si fece consegnare le chiavi delle porte ad alcuni ostaggi. Depose quindi le chiavi in San Pietro con la donazione di Pipino, che consegnava al papa e ai suoi successori, lasciando in loro possesso in perpetuo le città di: Ravenna, Rimini, Pesaro, Conca (?), Fano, Cesena, Senigallia, Jesi, Forlimpopoli (Forlì) e il castello di Sussubium (Castrocaro ?), Montefeltro (San Leo), Acceragio (Acervia ?), Montelucati, Serra (Serra de' Conti ?), San Marino, Vobio (Sarsina), Urbino, Cagli, il castello di Lucioles, Gubbio, Comacchio, e infine Narni».
Fu un trionfo per il papato e lo zelo di Fulrado aveva contribuito non poco a rendere possibile tale trionfo. Papa Stefano II volle ringraziare Fulrado e iniziò a far erigere in Roma una chiesa in onore dei santi Dionigi (Denis), Rustico ed Eleuterio, sulla via Flaminia, nella regione Campo di Marte, non lontano dal Mausoleo di Augusto, decorata come aveva visto in Francia. La chiesa fu poi terminata sotto papa Paolo II, fratello di Stefano II: si tratta della basilica esterna al convento di via Lata.
Dopo questo primo successo, il dominio pontificio occupava, oltre a Ravenna e Comacchio,
la fascia di paesi compresa fra l'Appennino e il mare Adriatico, da Forlì, a nord, fino a Senigallia, al sud. Questo non era ancora tutto il territorio che all'inizio dell'VIII secolo apparteneva ancora all'Impero romano: ora Stefano II volle riunire tutti i territori che nella sua infanzia aveva visto sottomessi ai funzionari imperiali. L'occasione si presentò presto con la morte di Astolfo, causata da un incidente di caccia. Il duca di Tuscia fece sapere al papa che se lui si fosse espresso in suo favore per la corona di Lombardia, egli prometteva, in caso di nomina, di restituire alla «repubblica romana», cioè alla Santa Sede, tutte le rimanenti città che le appartenevano, cioè tutte quelle conquistate da Liutprando nell'esarcato di Ravenna e nella Pentapoli: Faenza, Imola, Ferrara, Ancona, Osimo ed Numana. La promessa solenne fu inviata in un atto redatto sotto gli occhi di Fulrado.
L'abate di Saint-Denis era stato in effetti incaricato dal papa di mettersi in contatto con Desiderio. È anche possibile che fosse stato Fulrado stesso a suggerire al papa di farsi offrire dal duca di Toscana le città che questi poi gli promise, in cambio del suo appoggio alla nomina a re dei Longobardi. Fulrado portò quindi egli stesso al duca Longobardo la dichiarazione di sostegno del papa al duca longobardo. Tuttavia Rachis, fratello di Astolfo e precedente re dei Longobardi e ora monaco a Montecassino si fece avanti pretendendo per sé la corona, ma un monaco fu inviato da Roma a dissuaderlo, accompagnato dalle truppe al comendo di Fulrado cui si erano aggiunte quelle romane: Rachis dovette così rinunciare alle sue pretese e Desiderio fu proclamato re. Pochi giorni dopo, nel febbraio 757, Fulrado rientrò in Francia, recando con sé il messaggio del papa a Pipino, con il quale Stefano II lo metteva in guardia dalle macchinazioni dei greci.
Stefano II morì il 25 aprile del 757 e Desiderio si ritenne quindi libero dalla promessa che gli aveva fatto a proposito della restituzione delle città di Imola, Ancona, Osimo ed Umana, (Faenza e Ferrara erano già state rese) rifiutando a Paolo II di completare ciò che aveva promesso al fratello Stefano.
Il nuovo papa scrisse inutilmente numerose lettere al re di Francia, ricordandogli i giuramenti dei re Longobardi pronunciati in presenza di Fulrado: Pipino rispose che il papa avrebbe dovuto cercarsi un compromesso con Desiderio, non volendo più lui tentare una terza spedizione armata in Italia. Questa ebbe luogo poi con Carlo Magno, quando ormai Fulrado era troppo anziano per impegnarsi in missioni quali quelle che aveva brillantemente portato a termine con Pipino.
Pare comunque che egli non si fosse mai disinteressato alle vicende cui non poteva più partecipare: fu in effetti il suo allievo preferito e successore, Maginario, che Carlo Magno utilizzerà spesso come consigliere per gli affari che riguardavano i problemi pontifici.

### La morte di Pipino il Breve e le conseguenze
Verso la fine dell'estate del 768 Pipino il Breve fu colto da un attacco d'idropisia, male che lo porterà alla tomba. Egli si recò quindi presso l'abbazia di Saint Denis, luogo da lui scelto per trascorrervi i suoi ultimi giorni. Qui divise il suo regno fra i suoi due figli e morì il 24 settembre di quell'anno. La sua salma fu inumata nella chiesa dell'abbazia alla presenza dei personaggi di più alto lignaggio del regno, fra i quali Fulrado.
A Carlo, figlio primogenito, spettarono la Turingia, metà dell'Austrasia, la maggior parte della Neustria: il suo regno occupava tutta la costa della Manica e si estendeva di là verso l'interno oltre Noyon, Beauvais ed Évreux. Egli possedeva inoltre il bacino inferiore della Loira e le rive oceaniche fino a Périgueux: il suo regno aveva la forma di un'ampia mezzaluna. A Carlomanno fu lasciato il rimanente dell'Austrasia, incluse Treviri, Reims e Soissons, una parte della Neustria con Chartres e Parigi, la Borgogna, l'Alemannia, la metà dell'Aquitania, la Settimania e la Provenza.
L'abbazia di Saint Denis rientrava quindi nel territorio assegnato a Carlomanno e Fulrado si trovò alle dipendenze di quest'ultimo, che accompagnò probabilmente a Soissons ove fu insediato in trono dai suoi fedeli e consacrato dai vescovi. Che Fulrado abbia goduto del favore del suo nuovo signore non vi sono dubbi: esistono numerosi diplomi di Carlomanno accordati all'abbazia di Saint Denis.
Carlomanno tuttavia, dopo aver regnato per un periodo molto breve, morì a Samoussy (Aisne) il 4 dicembre del 771. La sua salma fu inumata nella cattedrale di Reims sotto lo sguardo di Turpino, un monaco che, grazie anche a Fulrado, era divenuto arcivescovo dell'arcidiocesi di Reims.
Fulrado quindi si sottomise a Carlomagno, recandosi nel corso dello stesso mese di dicembre con Vilcario, arcivescovo di Sens, Warin, e il conte Adelardo dallo stesso Carlomagno. Il nuovo re, che prese sotto di sé l'intero regno di Francia, ricompensò Fulrado, mantenendogli la carica di arcicappellano.
La riunificazione del 771 fu l'ultimo atto politico di Fulrado conosciuto con un certo grado di certezza, il quale ricevette da Carlo Magno e dalla regina Ildegarda di Vintzgau un certo numero di terre in Valtellina e la Lombardia, che papa Adriano I esentò dalla giurisdizione episcopale. Può darsi che sia stato in questa occasione che Fulrado abbia chiesto al papa di avere il corpo di un santo martire, fatto allora vietato.
Carlo Magno non cessava di concedere favori al suo arcicappellano, ma l'età ormai avanzata di Fulrado impediva a quest'ultimo di partecipare attivamente alla vita pubblica. Egli si faceva sostituire dal suo discepolo Maginario.
Fulrado, come gli estensori degli Annali dell'epoca, trattano l'ultimo dei merovingi come un falso re. Fu grazie al fatto che la famiglia di Pipino avesse nella metà dell'VIII secolo un gran numero di fedeli alleati come Fulrado, ch'essa poté compiere la rivoluzione che la portò al potere, ma i carolingi ebbero una gran quantità di fedeli alleati perché essi erano i più forti e fu a causa del fatto che i figli di Carlomanno erano troppo deboli per reggere il peso della politica del regno paterno, che spinse Fulrado ad allinearsi a Carlo Magno. Pipino e Carlomagno avevano dalla loro parte una grande forza per governare gli affari interni e all'estero trionfarono sui nemici: fu questo a far di loro dei re. Agli occhi della gente di Chiesa infine, questi due re furono a quel tempo i migliori difensori della fede. Fulrado era monaco e quindi doveva affidarsi a quei protettori degli ordini monastici e restauratori della disciplina ecclesiastica: egli li assecondò infatti nelle loro imprese in Francia e in Italia.
Infine, per quanto riguarda i servizi da lui resi alla causa della Chiesa, egli si trovò legato alla famiglia carolingia tanto per l'autorità di Dio quanto per sua scelta: Chiesa e Stato per lui non erano altro che una cosa sola e quindi egli non doveva dividersi, li serviva entrambi contemporaneamente dedicandosi interamente a uno e all'altro.

### Fulrado fonda monasteri in Alsazia e in Lorena
Fulrado costituì nel 760 un priorato a Fulradovillare. Egli vi depose i corpi dei martiri che aveva ricevuto da papa Paolo I verso il 764, insieme a molte altre reliquie delle quali aveva arricchito i monasteri di sua fondazione. Intorno a questo monastero si formò una piccola città sutuata ai piedi del massiccio dei Vosgi, due leghe sotto Sélestat, che prese il nome di Saint-Hippolyte, e per corruzione linguistica, Sankt-Pilt.
Il secondo monastero fu eretto nel 770 a Fulradocella, dal nome del suo fondatore, presso Lièpvre: i lavori durarono 7 anni. Questo priorato prese successivamente il nome di Sant'Alessandro, avendo come compatrono secondario san Cucufate. Nelle immediate vicinanze si trovavano i discendenti dei benefattori dell'Abbazia di Wissembourg.
Fulrado concesse al monastero di Lièpvre numerosi beni di proprietà personale, gran parte dei quali gli erano stati donati da due potenti signori alsaziani di nome Widone e Crodardo. La carta di Crodardo, proveniente dagli archivi di Saint Denis indica tutti i beni che il conte aveva venduto all'abate Fulrado ed erano siti in Brisgovia. Lo stesso conte firmò il testamento di Heddon, vescovo di Strasburgo, nel 763, a favore dell'Abbazia d'Ettenheim-Münster che riguardava beni situati a Sessenheim, Fessenheim, Friedolsheim, Hinsheim, Mauchenheim, Bentheim. Widone donò a Fulrado i paesi di Guémar, Audaldovillare (Orschwiller/ Saint-Hippolyte), Entzheim, Schaeffersheim, Grussenheim e Ribeauvillé. Il 23 settembre 774 il conte Wido, futuro marchese di Bretagna, donò a Fulrado i villaggi nel Saulnois e in Alsazia: Guémar (Ghémari), Orschwiller (Andaldovillare), Ribeauvillé (Ratbertivillare), Grussenheim (Geucinhaim), Andolsheim (Ansulfishaim), Schaeffersheim e Sélestat. Alla vigilia del suo decesso Pipino il Breve confermò a Fulrado tutte le donazioni che gli erano state fatte da Widone per i villaggi di Guémar, Andaldovillare, Entzheim, Schaeffersheim, Grussenheim et Ribeauvillé.
Fulrado donò al monastero di Lièpvre le reliquie di sant'Alessandro e di san Cucufat che egli aveva ottenuto a Roma (le prime) e a Barcellona (le altre).
In un documento del 16 settembre 781, Carlo Magno concesse le decime di tutte le terre vicine a Lièpvre e con l'occasione donò il priorato di sant'Alessandro all'abbazia di Saint-Denis. Il 13 gennaio 769 il monastero di Saint-Dié, che si trovava a 30 km da Lièpvre, venne ceduto da Carlo Magno a Fulrado.
Fulrado edificò anche nel 777 la chiesa di San Germano a Widensolen (Basso Reno). Il 29 luglio 755, mentre Fulrado riaccompagnava a Roma papa Stefano II dopo la prima spedizione carolingia in Italia, Pipino il Breve concesse all'Abbazia di Saint Denis il castello di Saint-Mihiel nel pagus Virdunensis, con tutte le sue pertinenze. Questo castello era stato confiscato ad un certo Wulfoaldo, signore di una grande famiglia australiana. La tradizione dell'abbazia di Saint-Mihiel gli attribuisce la fondazione nel 709 e la sua dotazione iniziale.
Fulrado fondò altri monasteri: nel 757 a Salonnes, nel Saulnois presso Château-Salins, sulle rive del Brailia in Lorena.

### Altri monasteri in Alemannia
Fulrado creò monasteri anche nel Baden-Württemberg e precisamente a Esslingen am Neckar (Hetsilingua), vicino al lago di Costanza (777), a Herbrechtingen vicino ad Heidenheim e a Hoppetenzell (Adalungocella) vicino a Stockach, a nord del lago di Constanza.
Lo scopo di Fulrado era quello di consolidare il potere di Carlo Magno nelle recioni di recente conquista. Il 7 settembre 774 Carlo Magno, che si trovava a Düren, concesse a Fulrado la terra, di proprietà regia, di Herbrechtingen sulla Brenz ove quest'ultimo costruì un priorato dedicato a San Dionigi. ed esattamente due anni dopo Carlo Magno confermò la donazione d'Herbrechtingen. Un altro personaggio non ben identificato di nome Ermelindus lasciò in eredità a Fulrado beni a Kochelingen e Fechningen e forse anche a Völklingen nell'attuale Saarland.
D'altra parte Fulrado teneva relazioni molto strette con altri monasteri tedeschi già esistenti: Saint-Pierre de Salzbourg, Tegernsee, Scharnitz-Schlehdorf e Schäftlarn in Baviera, legami che giovarono a Carlo Magno quando avvenne la sottomissione del Duca di Baviera.
Nel 764 il conte Ruthard (o Rothard), che conosceva bene Fulrado per averlo accompagnato nel 753 all'Abbazia di Saint-Maurice, gli cedette un insieme di beni confiscati a suo tempo agli Alemanni, nella Brisgovia a Binzen, Tumringen, Küttingen, Wollbach, Haltingen, Eimeldingen ed Oettligen. ritardo aveva lasciato la zona del Reno dopo aver liquidato i beni di famiglia e si era stabilito in Alemannia, avendogli Pipino il Breve conferito l'incarico di amministrare quella nazione.
Fulrado ricevette poi proprietà nella zona di Sarreguemines, come Bliderstroff ed Auersmacher (presso de Saarbrücken) da parte di parenti di Pipino i cui nomi erano Theudericus e Haribertus. Fra i suoi possedimenti Fulrado cita Gaimundiis cum apendiciis suis(cioè: Sarreguemines con le sue dipendenze, un dominio situato alla confluenza della Saar e della Blies.

### Il testamento di Fulrado

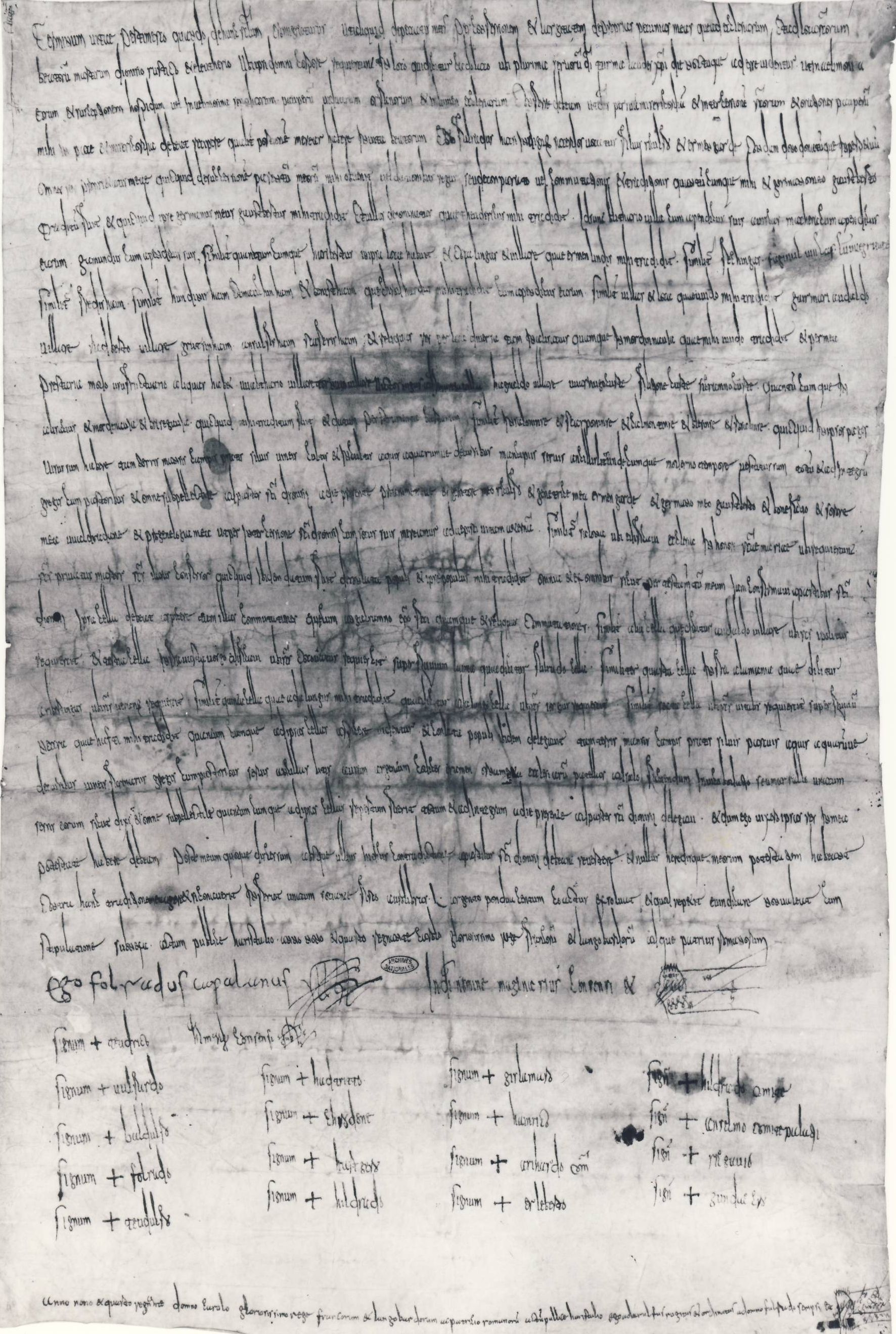
Testamento dell'abate Fulrado del 777 confermante i beni ch'egli concede all'abbazia di Saint-Denis dopo la morte. Documento redatto fin da Herstal, residenza di Pipino il Breve e Carlomagno.

La fondazione dei priorati e i doni che Fulrado ne fece a Saint-Denis dopo il suo decesso ci sono noti dal suo testamento, redatto nel 777, e le conferme che Carlo Magno pare gli abbia concesso.
Il testamento di Fulrado fatto ad Héristal indica chiaramente i diritti che Fulrado trasmise all'abbazia di Saint-Denis il giorno del suo decesso. Questi domini provenivano da persone diverse: una parte costituiva il patrimonio che Riculfo ed Ermengarda avevano lasciato ai loro figli Fulrado e Gusberto e che quest'ultimo aveva lasciato al fratello. A questi beni ereditari si aggiunsero gli acquisti, le donazioni o gli scambi di terre appartenute a Teodorico, parente di Carlo Magno, che firmò i testamenti di Ariberto, Crodardo e Widone, che avevano ripreso in precariato i beni da lui donati all'arcicappellano. L'abate di Saint-Denis enumera successivamente i priorati da lui fondati: Salonnes, il priorato di Santa Maria, arricchito dalle liberalità del popolo e dagli scambi che Fulrado aveva fatto con l'arcivescovo di Metz e con altri personaggi; ad Andaldovillare, il priorato di Sant'Ippolito nell'Alto Reno, che diede il nome al paese nella foresta sulla Laima, il priorato di san Cucufate ad Herbrechtingen (Aribertingas), il priorato di Saint-Varan, un priorato di San Giorgio, costruito ad Adamlingo-Villare, e infine il priorato di san Vitale sul Neccra. Al priorato di Salonnes erano annesse le saline situate a Marsal.
Il testamento di Fulrado non parla della fondazione più importante dell'abate, quella di Lièpvre, ma un atto del medesimo periodo dona al monastero di Sant'Alessandro di Lebraha (o di Lièpvre), una parte dei beni che Fulrado aveva acquistato da Clotardo e i beni della sorella Waldrade.
Si tratta delle città di Fridisheim (Friedolsheim), Undinishaim (Hindisheim), Mauchinhaim et Benisthaim (Bertsheim), tutte situate nella zona del Basso Reno.
Il testamento di Fulrado cita anche un certo numero di località situate presso Forbach nella Mosella: esse sono tutte indicate con i nomi dell'epoca. Anche Wilre potrebbe essere il villaggio di Farschviller.
Il villaggio di Tathiga, verosimilmente l'attuale Théding, nel dipartimento della Mosella, faceva parte dei beni di Fulrado.
Tutti i diritti dell'abate sulle sue proprietà passarono, alla sua morte, all'Abbazia.
Nella valle di Lièpvre, dice un cronista citato da Mabillon, Carlo Magno incoraggiò la creazione di un monastero in onore di san Dionigi, ove fece porre il corpo di papa Alessandro I, proveniente da Roma. Egli lo arricchì di grandi introiti e vi fece porre un pavimento di marmi di diversi colori, artisticamente disposti. Alla morte di Fulrado tutte le fondazioni e tutto ciò che ad esse era annesso in beni mobili e immobili dovettero quindi andare all'Abbazia di Saint Denis. Egli enumerò queste dipendenze e alle formule d'uso aggiunse espressioni non prive d'interesse quali: «…l'oro, l'argento, i libri, gli ornamenti della chiesa…» .
Un documento di Carlo Magno, con il quale si fa dono della foresta di Iveline, allude alla biblioteca dell'Abbazia; da questo testamento dunque apprendiamo che i priorati erano dotati di biblioteche.

### Il decesso di Fulrado
Fulrado morì il giorno 17 delle calende di agosto dell'anno 784, secondo l'antico necrologio dell'Abbazia di Saint-Denis (16 luglio 784). L'epitaffio che gli dedicò il monaco Alcuino ricorda che il suo corpo fu subito inumato nell'Abbazia. Vi si può leggere:
«… Fulrado fu il più illustre di tutti gli abati che hanno governato l'Abbazia di Saint-Denis. Egli visse nella più alta stima e nell'approvazione quasi generale, prediletto da cinque papi, tre re e dalle più grandi personalità del suo secolo. »
 La sua salma fu successivamente traslata nel priorato di Lièpvre in una determinata data, ove fu a lungo venerato come santo (I resti di Fulrado furono oggetto di un culto popolare a Lièpvre, ogni anno il 17 febbraio (Mabillon lo constatò ancora alla fine del XVII secolo). La navata della chiesa, a sette campate, terminava con un coro le cui vetrate rappresentavano Fulrado e Carlo Magno. L'immagine dell'abate portava la didascalia: « Do mea cuncta Deo hic » e quella di Carlo Magno era accompagnata dal motto « Fiant haec jubeo ». Secondo la leggenda la sua tomba fu saccheggiata nel 1445 dal Conte Palatino.

## Le lodi a Fulrado
Due poeti hanno consacrato i loro versi in memoria di Fulrado, uno dei quali è Alcuino, amico di Carlo Magno. Egli scrisse l'epitaffio di Fulrado e quello del suo successore, Maginario.
In un'epistola in versi, che il poeta, in viaggio in Italia nel 780, indirizzò agli amici in Francia, vi è un affettuoso saluto a Fulrado. Dungal l'Hibernicus è autore di un lungo epitaffio in forma d'invocazione al santo abate. Incmaro, arcivescovo di Reims, ci ha lasciato, in un'opera di tutt'altro genere, numerose informazioni interessanti l'arcicappellano dei primi re carolingi. È grazie al trattato De Ordine Palatii, scritto nell'882 da questo prelato, che noi possiamo conoscere esattamente le funzioni dell'apocrisario o cappellano dei re franchi. L'autorità di questa piccola opera è notevole, poiché in gran parte non è altro che la riproduzione di un trattato più antico di Adlhard, contemporaneo di Carlo Magno.
Infine il necrologio d'Argenteuil, redatto nel 1300 sulla base di documenti sicuramente più antichi, c'informa sul giorno del decesso di Fulrado..

### Monumenti o altre memorie consacrate a Fulrado

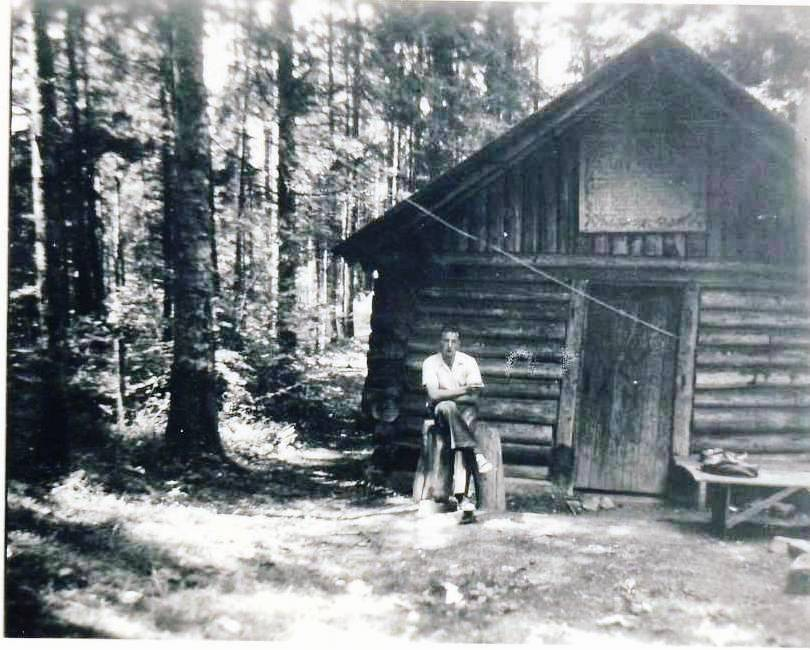
Capanna Fulrado nel 1955. In questo luogo esisteva già una cappella dedicata all'abate Fulrado, successivamente scomparsa. In seguito fu sostituita da una capanna eretta dal Club dei Vosgi, anch'essa successivamente scomparsa.

- Lièpvre: la chiesa di Lièpvre contiene nel coro una vetrata del 1911, che rappresenta un ritratto di Fulrado con la mitra, cappa violetta, croce nelle mani, che tiene una carta su cui, in latino, sta scritto: «Io dono tutti i miei beni a Dio» Ai piedi dell'effigie, in medaglione, l'immagine stilizzata del priorato di Lièpvre. La comunità locale fece erigere all'entrata del paese, il 28 luglio 1963, in occasione del XII centenario della fondazione del priorato, una statua dell'abate Fulrado, opera dello scultore F. Schické.
- Saint-Hippolyte: all'interno della chiesa si trova una vetrata ove Fulrado è rappresentato in abito benedettino con in capo la mitra. Nel coro si nota un grande affresco datato 1911, opera del pittore badese Franz Schilling. Vi si ammira Fulrado a Roma che riceve da papa Stefano II le reliquie di sant'Ippolito.[42] Le reliquie si trovarono per lungo tempo in questa chiesa ed erano portate in processione durante la festa patronale annuale. Il reliquario originale non si trova più in questa chiesa ma nella ricca collezione del museo di Unterlinden di Colmar. A destra del primo affresco se ne vede un altro rappresentante Fulrado che riceve le reliquie di San Vito.[43]
- Ebersmunster: a 10 km da Sélestat, nella chiesa d'Ebersmunster, si trova una statua dell'abate Fulrado. Questa chiesa contiene una ventina di statue e la settima, entrando nella chiesa, rappresenta Fulrado. La didascalia precisa ch'egli fu abate a Saint-Denis e fondatore del monastero di Lièpvre e di Saint-Hippolyte. È rappresentato con la chiave di grand'elemosiniere, la mitra, la croce e un documento. Egli consegna al papa l'Esarcato di Ravenna e la Pentapoli, fonte del potere temporale dei papi, con la benedizione di Pipino il Breve, del quale fu il più fedele servitore.

## Fonti d'archivio
Esistono presso gli Archivi nazionali e la Biblioteca nazionale documenti che citano i beni accumulati da Fulrado nel corso della sua vita ma anche carte sottoscritte da Pipino il Breve, Carlo Magno o Carlomanno I, Ottone II e le bolle papali ov'egli è citato:
- Donazione del dominio d'Ansulsishaim da parte di Fulrado, abate di Saint-Denis, al priorato di Lièpvre - K7/1-2 Archives nationales (année 777) - Copie du IXème siècle
- Privilegio di Stefano II dal ms lat.2777 - Biblioteca nazionale, foll.53 v° et 54 r° (26 febbraio 754)
- Vendite dei beni di Chrodhardo a Fulrado - Archivi nazionali, K5 nº6 (17 giugno 764 - Marlenheim)
- Diploma di Pipino il Breve del 23 settembre 768, vigilia della sua morte, confermante a Fulrado le donazioni di terre in Alsazia che gli aveva fatto Widone
- Donazione di Carlo Magno il 14 settembre 774 di numerosi beni situati nei dintorni di Kintzheim, per il monastero di Lièpvre (Fulradovillare) - K.6 nº3 originale sigillato
- Testamento di Fulrado - Archivi nazionali K7 nº1 et K 22, nº9/7 (anno 777)[44]
- Conferma dei beni che l'abbazia di Saint Denis possedeva a Volmerange(-les-mines) (Vualanbrega in pago Moslicinse), a Lecem in pago Hasbanito (?), e Lièpvre (Lepraham) - Biblioteca nazionale (K17, nº4, réf. 12367, originale sigillato)